# Buariki (Aranuka)
Pour les articles homonymes, voir Buariki.
Buariki est une île de l'atoll d'Aranuka dans les Kiribati.

## Géographie
Buariki est située dans l'océan Pacifique, dans les îles Gilbert, dans les Kiribati. Elle est entourée par l'île de Takaeang et l'atoll de Kuria à l'ouest, l'atoll d'Abemama au nord-est et l'atoll de Nonouti au sud-est.
Basse, corallienne et couverte d'une importante végétation, Buariki est allongée selon un axe nord-sud. C'est la plus grande des deux îles qui composent l'atoll d'Aranuka, l'autre île étant Takaeang. La disposition de ces deux îles fait que Buariki forme la base d'un triangle tandis que Takaeang en constitue la troisième pointe. Le littoral de Buariki, composé de plages de sable, est baigné par les eaux du lagon sur son côté ouest.
Sur les 838 habitants de l'île, 628 se trouvent dans le village de Buariki et 225 dans le village de Baurua. À l'extrémité Nord de l'île se trouve l'aérodrome d'Aranuka composé d'une simple piste d'atterrissage.